# Chen Yufei
Chen Yufei (xinès simplificat: 陈雨菲)  (Hangzhou, Xina, 1 de març de 1998) és una jugadora de bàdminton xinesa. Ha participat en 1 Olimpíada, guanyant la medalla d'or en la prova individual dels Jocs Olímpics de Tòquio 2020. A més, ha guanyat 4 medalles en els Campionats del Món i 7 medalles (1 d'or) en els Campionats d'Àsia.

## Trajectòria internacional
| Jocs Olímpics     | Jocs Olímpics | Jocs Olímpics | Jocs Olímpics     |
| Any               | Seu           | Posició       | Categoria         |
| ----------------- | ------------- | ------------- | ----------------- |
| 2020              | Tòquio        | 1             | Individual femení |
| Campionat del Món |               |               |                   |
| 2017              | Glasgow       | 3             | Individual femení |
| 2018              | Nanquín       | 1/4 de final  | Individual femení |
| 2019              | Basilea       | 3             | Individual femení |
| 2022              | Tòquio        | 2             | Individual femení |
| 2023              | Copenhaguen   | 3             | Individual femení |
| Campionat d'Àsia  |               |               |                   |
| 2016              | Hyderabad     | 1             | Equips femení     |
| 2017              | Wuhan         | 1/4 de final  | Individual femení |
| 2017              | Ho Chi Minh   | 3             | Equips mixt       |
| 2018              | Wuhan         | 2             | Individual femení |
| 2018              | Alor Setar    | 2             | Equips femení     |
| 2019              | Wuhan         | 3             | Individual femení |
| 2023              | Dubai         | 3             | Individual femení |
| 2024              | Ningbo        | 2             | Individual femení |